# Depot I von Halle-Kanena

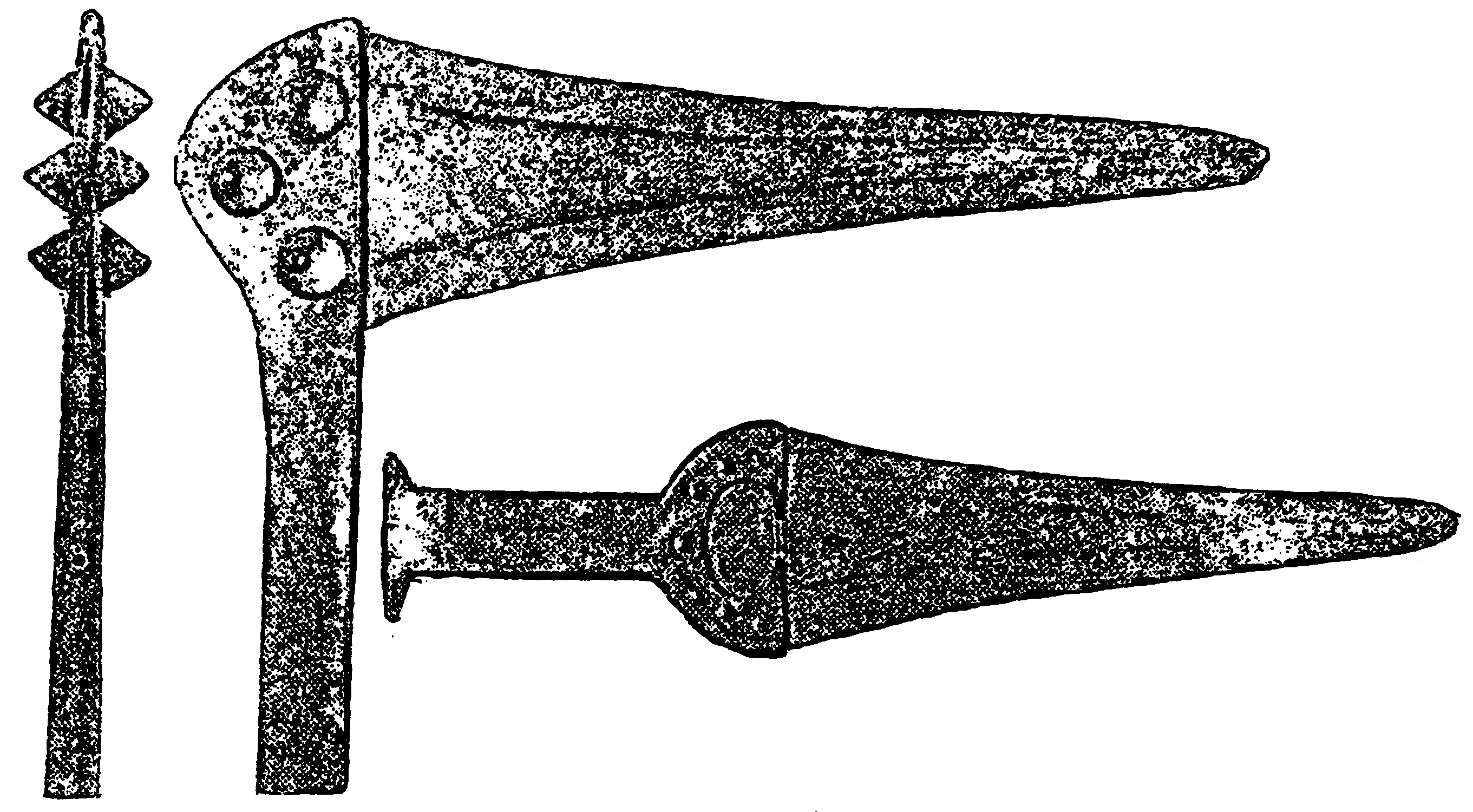
Zeichnung der Gegenstände aus dem Depot I von Halle-Kanena

Das Depot I von Halle-Kanena (auch Hortfund I von Halle-Kanena) ist vermutlich ein Depotfund der frühbronzezeitlichen Aunjetitzer Kultur aus Kanena, einem Stadtteil von Halle (Saale) (Sachsen-Anhalt). Es datiert in die Zeit zwischen 2000 und 1700 v. Chr. Möglicherweise handelte es sich auch um Grabbeigaben. Das Depot befindet sich heute im Museum für Vor- und Frühgeschichte in Berlin.

## Fundgeschichte
Die genauen Fundumstände des Depots sind unbekannt. Es wurde 1908 durch den Gutsbesitzer Fr. Walther aus Kanena an die damalige Vorgeschichtliche Abteilung des Königlichen Museums für Völkerkunde in Berlin verkauft. Walther gab an, dass es sich schon sehr lange in Familienbesitz befand und von seinen Vorfahren an einer „Zwei wüste Höfe“ genannten Stelle entdeckt worden sei.
Die Gegend um Halle ist äußerst reich an Funden der Aunjetitzer Kultur. Ebenfalls in Kanena wurden 1923 und 1934 zwei weitere Hortfunde (Depot II und Depot III) entdeckt. Weitere bedeutende Hortfunde stammen aus dem südlich gelegenen Dieskau (Depot I, Depot II und Depot III) und dem östlich gelegenen Bennewitz (Depot von Bennewitz).

## Zusammensetzung
Das Depot besteht aus einem Dolch und einem Stabdolch. Der Dolch hat eine Länge von 32,6 cm und eine maximale Breite von 7,1 cm. Er besteht aus einer dreieckigen Klinge und einem separaten hohlen Griff. Beide sind durch sieben Nieten miteinander verbunden. Die Klinge, die Griffstange und der Knauf weisen Verzierungen auf. Der Stabdolch besitzt eine ebenfalls dreieckige Klinge mit einer Länge von 27,4 cm und einer maximalen Breite von 9,3 cm. Der Schaft des Stabdolchs hat eine Länge von 23,6 cm und eine Breite von 3,8 cm im unteren bzw. 5,7 cm im oberen Bereich. Er besteht aus einer Röhre mit ovalem Querschnitt, die in einen halbkreisförmigen Kopf mündet. Dieser weist einen Schlitz auf, in den die Klinge eingefalzt und mit drei Nieten befestigt ist. Der Schaft weist Verzierungen auf.